# Мякотиха (Восточно-Казахстанская область)
Мякотиха (каз. Мякотиха) — упразднённое село в Зыряновском районе Восточно-Казахстанской области Казахстана. Ликвидировано в 1980-е годы.

## Географическое положение
Располагалось на реке Мякотиха (приток Малой Ульбы) в 28 км к северо-востоку от села Северное.

## Население
На карте 1984 г. в селе значатся 10 жителей.